# Igreja de Santana (São Luís)

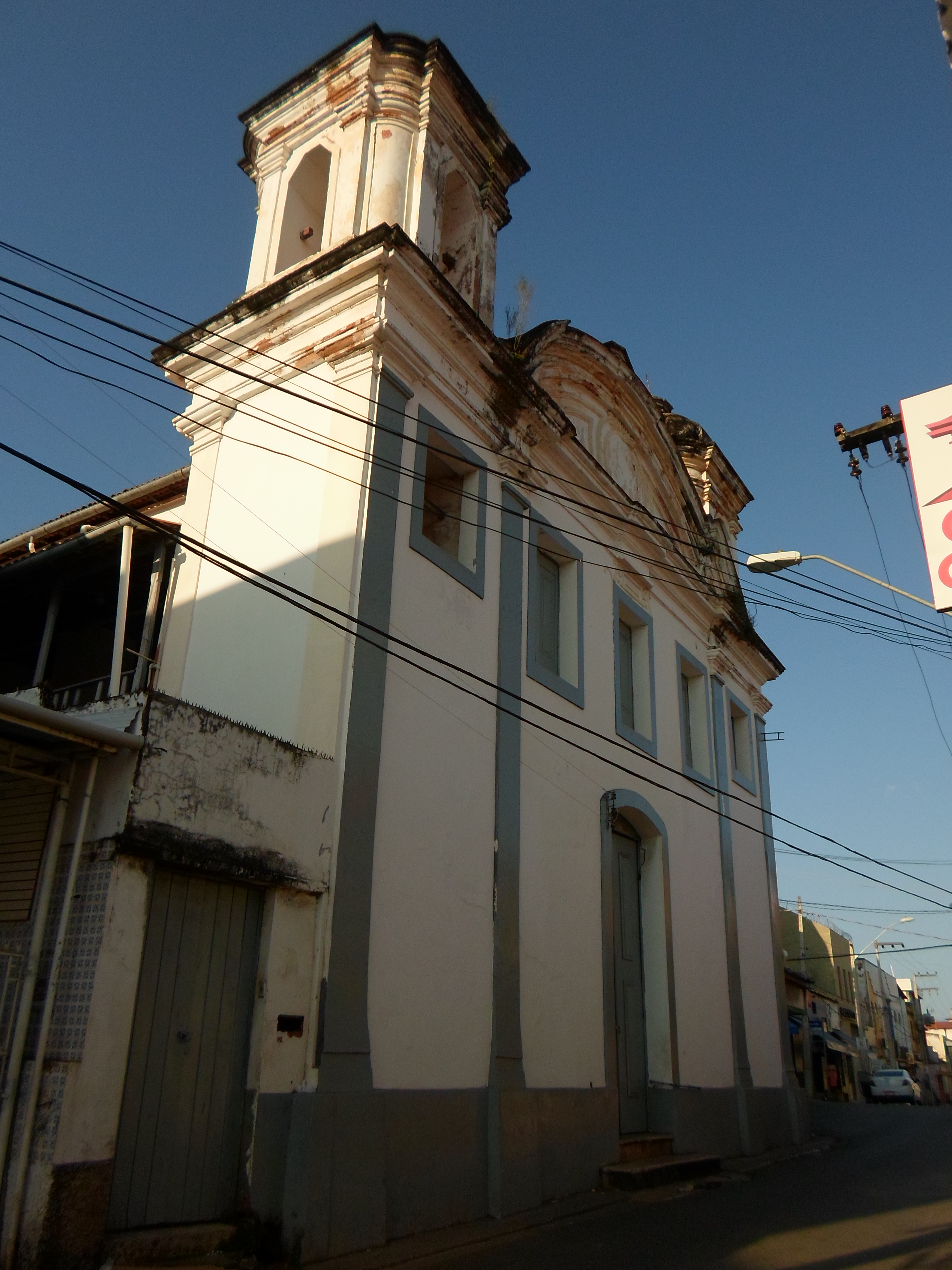
Igreja de Santana, em São Luís

A Igreja de Nossa Senhora de Santana fica localizada na rua de Santana, no Centro Histórico de São Luís, tendo sido construída por ordem do Cônego João Maria da Leu Costa, em 1790.
Em sua arquitetura, apresenta elementos decorativos do estilo neoclássico e do barroco. Nas paredes laterais painéis de azulejos portugueses, típicos do Centro da cidade.
A igreja é comumente confundida com a extinta Capela de Santana da Sagrada Família, popularmente conhecida como Igreja de Santaninha.
Ela abriga as alfaias e imagens da Irmandade do Senhor Bom Jesus dos Martírios, que foi extinta na década de 1960. Dessa igreja, sai a Procissão quaresmal de Bom Jesus dos Martírios na terceira Sexta-Feira da Quaresma, organizada pela comunidade.
Integrante do sítio tombado pelo IPHAN em 1974 e inscrito como Patrimônio Mundial pela UNESCO em 6 de dezembro de 1997, o Centro Histórico de São Luís é um exemplo excepcional de adaptação de uma cidade colonial portuguesa ao clima equatorial, com edificações sobre pilotis, varandas de madeira com venezianas e painéis de azulejos portugueses que atuam como isolamento térmico e decoração das fachadas laterais.
Na planta e nos elementos decorativos prevalecem influências do neoclassicismo em conjunto com o barroco, evidenciadas nos ornamentos de portal e cornijas, além da cobertura em duas águas e do retábulo do altar-mor original, em talha dourada.
O Programa de Aceleração do Crescimento – Cidades Históricas incluiu a restauração da Igreja de Santana, com intervenções estruturais e conservação das superfícies decorativas executadas entre 2009 e 2012 pelo IPHAN.
O interior abriga as alfaias e imagens da Irmandade do Senhor Bom Jesus dos Martírios, extinta na década de 1960, de onde sai a Procissão quaresmal de Bom Jesus dos Martírios na terceira Sexta-Feira da Quaresma, organizada pela comunidade local.